# Lijst van thematische studentenverenigingen
Dit is een thematische lijst van studentenverenigingen.

## Confessionele studentenvereniging

### Nederland
- Alphastudentenverenigingen (samenwerkingsverband van interkerkelijke verenigingen)
- Civitas Studiosorum in Fundamento Reformato (reformatorische studentenvereniging)
- Depositum Custodi (reformatorische studentenvereniging)
- HBO Landelijk Overkoepelend Overleg orGaan (samenwerkingsverband van vrijgemaakt-gereformeerde studentenverenigingen)
- Ichthus studentenverenigingen (samenwerkingsverband van interkerkelijke verenigingen)
- Navigators Studentenverenigingen (samenwerkingsverband van interkerkelijke verenigingen, onderdeel van de Navigatorsbeweging)
- Solidamentum (reformatorische studentenvereniging)
- VGS-Nederland (Koepel van gereformeerde studentenverenigingen)
- Semper Fidelis (Christelijk reformatorische studentenvereniging)[1]

### België
- K.A.V. Lovania Leuven

## Culturele studentenvereniging

### Nederland
- N.C.S.V. Diogenes, Nijmegen (opgeheven in 2005)
- E.S.R.G. Knights of the Kitchen Table, Eindhoven

## Filosofische studentenvereniging

### België
- T.S.G. 't Zal Wel Gaan-, Universiteit Gent

## Internationale studentenverenigingen

### Mondiaal
- AIESEC
- International Association for the Exchange of Students for Technical Experience
- International Association for Political Science Students
- International Association of Students in Agricultural and Related Sciences
- International Federation of Medical Students' Associations
- International Pharmaceutical Students' Federation
- Studentenvereniging voor Internationale Betrekkingen

### Europa
- Association des États Généraux des Étudiants de l'Europe (AEGEE)
- European Geography Association
- EUROAVIA
- European Pharmaceutical Students' Association
- European Law Students' Association

## Politieke studentenvereniging

### Nederland
- Landelijke Studentenvakbond
- Interstedelijk Studenten Overleg
- AKKU
- ASVA
- GNSV
- GSb
- SRVU
- VSSD

### België
- Actief Linkse Studenten (ALS)
- Katholiek Vlaams Hoogstudentenverbond (KVHV)
- Nationalistische Studentenvereniging (NSV!)
- Christen Democratische Studenten (CDS)
- Liberaal Vlaams Studenten Verbond (LVSV)

## Andere studentenverenigingen

### België
- Koninklijk Olivaint Genootschap van België

### Nederland
- Landelijk Hogeschool en Universitair Milieuplatform
- Vegan Student Association Nijmegen (VSA)